# Foxygen
I Foxygen sono un duo indie rock statunitense, originario di Westlake Village (California) e attivo dal 2005.

## Formazione
- Sam France - voce
- Jonathan Rado - polistrumentista

## Discografia
- 2007 - Jurrassic Exxplosion Phillipic
- 2011 - Take the Kids Off Broadway
- 2013 - We Are the 21st Century Ambassadors of Peace & Magic
- 2014 - ...And Star Power
- 2017 - Hang
- 2019 - Seeing Other People